# 第三次桂內閣
第三次桂內閣（日语：／ Daisanji Katsura Naikaku */?）是日本內大臣兼侍從長桂太郎就任第15任內閣總理大臣（首相）後，自1912年（大正元年）12月21日至1913年2月20日組成的內閣。第三次桂內閣僅存續62日，是日本政治史上任期第二短的內閣，僅長於二戰後的東久邇宮内閣；而桂太郎包含此任內閣在內共組閣三次，任期長達2,886日，成為日本政治史上任期總和最二的內閣總理大臣。

## 概要
1912年（大正元年），由於在部隊增設問題上的分歧，使當時由西園寺公望領導的第二次西園寺內閣與山縣有朋一派的政治角力愈演愈烈。山縣為讓西園寺內閣垮台，唆使時任陸軍大臣上原勇作辭職，使西園寺內閣因軍部大臣現役武官制無法持續，最終西園寺被迫內閣總辭並下野。在經過多次元老會議協商後，決定由山縣的得意門生，二次組閣、政治經驗豐厚的桂太郎繼任。在經大正天皇同意任命後，桂於1912年12月第三度就任為內閣總理大臣。時海軍大臣齋藤實意圖去職，桂太郎為維繫政權穩定竟直接奏請天皇下詔慰留，迫使齋藤就範。
朝野政黨、輿論對西園寺內閣的垮台及桂太郎的越權行為大為譁然；於是在東京商業會議所商人、立憲政友會及立憲國民黨的主導下，「第一次擁護憲政大會」在東京召開，會中大肆抨擊桂內閣「藩閥壟斷」、「毀憲亂政」，開啟第一次憲政擁護運動序幕。護憲運動獲得廣大民眾支持，反對勢力更在政友會及國民黨的統合下成立「憲政擁護聯合會」，展開全國性的倒閣抗爭。最終桂太郎見大勢已去，遂於1913年2月辭職，使桂內閣僅維持60餘日便倉促終結，並由海軍大將山本權兵衛繼任組閣，史稱大正政變。

## 內閣成員
除部分特殊情況外，本內閣閣員皆於1912年12月21日就任。

### 國務大臣
| 職位名       | 任數 | 姓名及肖像 | 姓名及肖像 | 出身                                  | 其它職務              | 備註              |
| ------------ | ---- | ---------- | ---------- | ------------------------------------- | --------------------- | ----------------- |
| 内閣總理大臣 | 15   | 桂太郎     |            | 陸軍大將 公爵                         | 臨時兼任外務大臣      | 無                |
| 外務大臣     | 17   | 桂太郎     |            | 陸軍大將 公爵                         | 内閣總理大臣          | 1913年1月29日卸任 |
| 外務大臣     | 18   | 加藤高明   |            | 外務省 男爵                           | 無                    | 1913年1月29日就任 |
| 内務大臣     | 24   | 大浦兼武   |            | 貴族院 無黨籍（茶話會） 陸軍中尉 子爵 | 無                    | 無                |
| 大藏大臣     | 15   | 若槻禮次郎 |            | 大藏省                                | 無                    | 初次入閣          |
| 陸軍大臣     | 10   | 木越安綱   |            | 陸軍中將 男爵                         | 無                    | 初次入閣          |
| 海軍大臣     | 6    | 齋藤實     |            | 海軍大將 男爵                         | 無                    | 自上任內閣留任    |
| 司法大臣     | 17   | 松室致     |            | 司法省                                | 無                    | 初次入閣          |
| 文部大臣     | 23   | 柴田家門   |            | 貴族院 無黨籍（茶話會）               | 無                    | 初次入閣          |
| 農商務大臣   | 23   | 仲小路廉   |            | 貴族院 無黨籍                         | 無                    | 初次入閣          |
| 遞信大臣     | 20   | 後藤新平   |            | 内務省 男爵                           | 鐵道院總裁 拓殖局總裁 | 無                |

### 其它
| 職位名         | 任數 | 姓名及肖像 | 姓名及肖像 | 出身          | 其它職務     | 備註                 |
| -------------- | ---- | ---------- | ---------- | ------------- | ------------ | -------------------- |
| 內閣書記官長   | 17   | 江木翼     |            | 内務省        | 無           | 1912年12月23日就任。 |
| 內閣法制局長官 | 14   | 一木喜德郎 |            | 貴族院 無黨籍 | 內閣恩給局長 | 1912年12月23日就任   |

## 外部連結
- 首相官邸 第三次桂內閣閣僚名簿 （页面存档备份，存于） （日語）